# Temesy Győző
Vitéz Temesy Győző (1925. szeptember 1-ig Hermann Győző, 1935-ig Temesi Győző; Temesvár, 1887. november 2. – Budapest, 1977. április 20.) magyar földrajztudós, földrajztanár, gimnáziumi igazgató, cserkészvezető. A Magyar Földrajzi Társaság főtitkára, a Katolikus Tanáregyesület igazgatósági tagja, valamint a Magyar Cserkészszövetség országos társelnöke volt.

## Pályafutása
Középiskolai tanulmányait a temesvári főgimnáziumban végezte. 1906-tól 1910-ig a Budapesti Tudományegyetemen tanult; 1911-ben földrajz–történelem szakos középiskolai tanári oklevelet szerzett és doktorált.
1918-1922 között történelem-földrajz szakos tanárként dolgozott a IX. Kerületi Magyar Királyi Állami Főgimnáziumban (1921-től Fáy András nevét viseli). Ő lett az iskola 1921-ben alakult Lóczy Lajos cserkészcsapatának első parancsnoka.
1934-1940, illetve 1941-1944 között ő szerkesztette a Földrajzi Közleményeket, a Magyar Földrajzi Társaság 1873-ban alapított tudományos folyóiratát.
Cserkészvezetőként részt vett az 1913-as vági tutajút megszervezésében. 1920-ban a Magyar Cserkész című lap első főszerkesztője lett. Ő vezette a magyar kontingenst az 1924-es koppenhágai és az 1929-es birkenheadi dzsemborin. Tagja volt az 1933-as gödöllői dzsembori táborparancsnokságának is.

## Művei
- Zsebatlasz 1914 (szerk., Kogutowicz Károllyal). Magyar Földrajzi Intézet, 1913.[14]
- Magyar cserkészvezetők könyve (társszerző). Magyar Cserkészszövetség, Budapest, 1922.[15]
- A koppenhágai jamboree 1924 (szerk.) Budapest, 1924.[16]
- Cserkészkönyv a cserkészéletre készülő magyar fiúk számára (szerk.) Magyar Cserkészszövetség, Budapest, 1926.
- Az erdők ezermestere (szerk.). Szerzői, Budapest, 1926.
- Magyarország története cserkészek számára. Magyar Cserkészszövetség, Budapest, 1928.
- Az angliai cserkész világtáborozás. 1929.
- Vitéz Karakó pályát tör – képek az angliai világjamboreeről. 1929.
- A csejennek romlása – regényes indián történet. Franklin-Társulat, Budapest, 1929.
- Győzni – az új magyar fiú regénye. Franklin-Társulat, Budapest, 1929.
- Cserkészkönyv. Magyar Cserkészszövetség, Budapest, 1931.
- Élni – Az új magyar fiatalok regénye. Franklin, Budapest, 1931.
- A visszacsatolás könyve – Magyarország területi épségének ügye kérdésekben és feleletekben. Szerzői, Budapest, 1934.
- Magyar cserkészvezetők könyve 1-3. Magyar Cserkészszövetség, Budapest, 1934-1936. Szerk. Sík Sándor.
- Cserkészkönyv – A cserkészéletre készülő magyar fiúk számára. Magyar Cserkészszövetség, Budapest, 1935. Szerk. Sztrilich Pál.
- A nyár pedagógiai felhasználása. 1935.
- Sasok országában.[17] Franklin-Társulat, Budapest [1938]. Szerk. Cholnoky Jenő.
- A hazatérő Felvidék. Magyar Cserkész, Budapest, 1938.
- A Föld felfedezői és meghódítói I-V. (társszerző). Révai, Budapest, 1938.
- Földrajzi zsebkönyv 1939 (szerk.) Magyar Földrajzi Társaság, Budapest, 1939.
- A magyar föld és népe. Földrajz a gimnázium és leánygimnázium I. osztálya számára (Karl Jánossal). Franklin-Társulat, Budapest, 1939.
- A világrészek leíró földrajza. A gimnázium és a leánygimnázium II. osztálya számára (Karl Jánossal). Franklin-Társulat, Budapest, 1939.
- Földrajzi zsebkönyv 1940. Magyar Földrajzi Társaság, Budapest, 1940.
- Földrajzi zsebkönyv 1941 (szerk.) Magyar Földrajzi Társaság, Budapest, 1941.
- Országgyarapító Horthy Miklós. Mefhosz Könyvkiadó, Budapest, 1941.[18]
- Földrajzi zsebkönyv 1942 (szerk., társszerző) Magyar Földrajzi Társaság, Budapest, 1942.
- Magyar cserkészvezetők könyve I-II. – A cserkészet neveléstana / A cserkészcsapat élete (szerk.) Magyar Cserkészszövetség, Budapest, 1942-43.
- Földrajzi zsebkönyv 1943 (társszerző). Magyar Földrajzi Társaság, Budapest, 1943.[19]
- Diadalmas cserkészliliom 1910-1942. Budapest, 1943.[16]
- Földrajzi zsebkönyv 1944 (szerk.) Magyar Földrajzi Társaság, Budapest, 1944.[20]
- Életre-halálra. Budapest, 1944.[21]
- Földrajzi zsebkönyv 1945 (szerk.) Magyar Földrajzi Társaság, Budapest, 1945.[22]
- Az ember harcol. (Történelmi regény; Zrínyi Miklós és a szigetvári ostrom.) Franklin.[23]

Temesy három könyve (Élni; Győzni; Országgyarapító Horthy Miklós) szerepel az Ideiglenes Nemzeti Kormány által, a Szovjetunióval kötött fegyverszünet nyomán betiltott „fasiszta szellemű és szovjetellenes sajtótermékek” listáján. (Az Ideiglenes Nemzeti Kormány névsorát Moszkvában állították össze.)

### Fordítások
- Ernest Thompson Seton: Két kis vadóc. Franklin-Társulat, Budapest.[25]
- Ernest Thompson Seton: Rolf. Franklin-Társulat, Budapest.[26]